# سلاق‌یلقی
سلاق‌یلقی، روستایی است از توابع بخش مرکزی شهرستان آق‌قلا در استان گلستان ایران. این روستا در کنار گرگانرود واقع بوده و در سیل ویرانگر بهار سال 1398 بیش از 90 درصد منازل آن آسیب جدی دید. هم اکنون (مورخ 17 شهریور 1398) جمعیت روستا بیش از 1600 نفر است.
روستای سلاق یلقی در فاصله یک کیلومتری جاده بین المللی آق قلا-گنبد کاووس قرار دارد.

## جمعیت
این روستا در دهستان گرگان‌بوی قرار دارد و براساس سرشماری مرکز آمار ایران در سال ۱۳۸۵، جمعیت آن ۱٬۲۱۸ نفر (۲۵۳خانوار) بوده‌است.